# QUaD
QUaD, um acrônimo para QUEST em DASI, é um experimento de polarização de microondas cósmicas de fundo localizado no Pólo Sul.